# تادئوش کانتور
تادئوش کانتور (لهستانی: Tadeusz Kantor؛ ‏ ۶ آوریل ۱۹۱۵ – ۸ دسامبر ۱۹۹۰) کارگردان نمایش اهل لهستان بود.
از فیلم‌هایی که وی در آن‌ها نقش داشته است، می‌توان به  کلاس مُرده اشاره نمود.